# César-Guillaume de La Luzerne
Pour les articles homonymes, voir Luzerne (homonymie).
César-Guillaume de La Luzerne, né à Paris le 7 juillet 1738 et mort dans cette même ville le 21 juin 1821, est un homme d'Église et homme d'État français des XVIIIe et XIXe siècles.

## Biographie
Sa famille était une des plus illustres de la Normandie, issue de La Luzerne et non de La Lucerne (malgré ce qu'en prétend le chevalier de Courcelles,). César-Antoine, père du cardinal, était maréchal des camps et armées du roi, et avait épousé en secondes noces Marie-Elisabeth de Lamoignon de Blancmesnil (1716-1758), fille du chancelier de Lamoignon et la sœur de Malesherbes, président et ensuite ministre. Des trois enfants qui sortirent de ce mariage, savoir, César Henri, César-Guillaume et Anne-César, l'aîné et le troisième furent, l'un, ministre de la Marine sous Louis XVI, l'autre, ambassadeur aux États-Unis et à la cour de Londres.
César-Guillaume, d'abord chevalier de Malte, destiné par sa famille à l'état ecclésiastique, entra dans le séminaire Saint-Magloire. Jeune encore, par le crédit de son grand-père, le chancelier Lamoigon, il obtint plusieurs bénéfices, et fut nommé, en 1754, chanoine in minoribus de la cathédrale de Paris. Par la même protection, il devint, deux ans après (1756), abbé de Mortemer.
Ses études furent brillantes : il fit sa théologie au collège de Navarre, et se distingua tellement, qu'il fut proclamé, en 1762, le premier de sa promotion. Dillon, qui venait d'être nommé archevêque de Narbonne, le choisit pour son grand vicaire.
L'abbé de La Luzerne possédait, dans le diocèse de Grenoble, la chapelle de Notre-Dame-de-Pitié[Laquelle ?], et la province ecclésiastique de Vienne le nomma, en 1765, agent général du clergé de France, place très difficile à cette époque, par les contestations survenues entre le clergé et les parlements.
Il eut pour collègue l'abbé de Cicé (depuis évêque de Rodez, ensuite archevêque de Bordeaux, puis d'Aix), et s'acquitta « avec honneur » de ses fonctions. Les deux agents eurent part aux actes de l'assemblée de 1765, et présentèrent requête, en mars 1766, contre le réquisitoire de M. Castillon, avocat général au parlement de Provence, sur les actes du clergé. Le conseil ordonna la suppression du réquisitoire.
Il publia avec Cicé les Rapports de l’agence, contenant les principales affaires du clergé, qui se sont passées depuis l’année 1765 jusqu’en l’année 1770, où ils relatent leurs expériences d'agents du clergé.

### Évêque-duc de Langres
Le 24 juin 1770, le roi nomma La Luzerne évêque-duc de Langres (l'évêché avait le titre de duché-pairie), pour succéder à Gilbert Gaspard de Montmorin de Saint-Hérem. Il fit son entrée à Langres, le 17 septembre 1770, et prêta, à genoux la main sur l'Évangile, dans la salle capitulaire ouverte au public, le serment de conserver les privilèges du chapitre.
Sacré le 30 du même mois par Christophe de Beaumont du Repaire, il resta néanmoins chanoine honoraire de la métropole de Paris, assista à l'assemblée du clergé de cette année, et à celle de 1775.
Il commence son épiscopat, en 1771, par un mandement sur le jubilé universel accordé par le pape Clément XIV, et dont il fait l'ouverture solennelle. On rebâtissait alors avec magnificence le grand hôpital de Langres ; il y contribue pour 6 000 livres. Il approuve l'établissement d'une caisse en faveur des incendiés, exhorte ses diocésains à venir à leur secours, et trace un règlement utile sur cet objet. L'évêque, en qualité de pair de France, prend séance au Parlement, en 1772, et, l'année suivante, il prononce dans la métropole de Paris l'oraison funèbre de Charles-Emmanuel III, roi de Sardaigne, et l'année suivante, toujours à Notre-Dame, celle de Louis XV.
Il ordonne, en 1774, dans tout le diocèse, un service solennel pour le feu roi Louis XV. Il obtient un arrêt du Conseil autorisant la création d'un petit séminaire pour les élèves de philosophie seulement, lequel est établi dans la maison occupée par les étudiants en théologie, mais formant une communauté à part,.
De concert avec les magistrats de Chaumont, il établit les Doctrinaires au collège de cette ville.
Le jubilé accordé par Pie VI, est publié par le prélat qui fait imprimer, en 1776, le nouveau Cérémonial du culte à l'usage de son diocèse. Les étrangers étaient édifiés du bel ordre, de la symétrie, de l'uniformité, de la décence et de la majesté des cérémonies religieuses qu'il avait introduites au séminaire.
Le prélat, qui avait toujours eu les plus grands égards pour ses chanoines, fait avec eux un accord sur un procès intenté contre son prédécesseur relativement à la portion qu'il devait payer pour la construction des tours et du portail de la cathédrale Saint-Mammès de Langres. Pour cela une des forêts de l'évêché est cédée au chapitre.
Il remit, en 1782, son abbaye de Mortemer, et fut nommé à celle de Bourgueil, (diocèse d'Angers). Il publia diverses Ordonnances et Lettres pastorales « dignes de son talent et de ses vertus évangéliques ».
L'évêque convoqua à Langres un synode général le 27 août 1783. De la chapelle du séminaire, désignée pour tenir cette assemblée, environ cinq cents ecclésiastiques, en habit de chœur et avec l'étole, se rendent processionnellement à l'église cathédrale où le pontife célèbre la messe solennelle du Saint-Esprit : on revient dans le même ordre pour ouvrir la première séance. Ce fut particulièrement dans ce synode qu'on découvrit toute l'étendue de la science, du talent, de l'érudition, de la sagacité et de la supériorité de lumières du prélat qui acheva de gagner la confiance et l'affection de ses coopérateurs.
Dès ce moment, enflammé d'une nouvelle ardeur, il se voue tout entier à l'édification, à l'instruction et au bien de ses diocésains. Il forme le projet de leur donner une liturgie nouvelle, complète, uniforme, et y travaille avec assiduité. Les personnes éclairées qui avaient eu connaissance de son plan, et de quelques parties déjà exécutées, en parlaient avec admiration : la Révolution française mit fin à ce projet.
En 1784, il met tous ses soins à former les jeunes ecclésiastiques au talent et au ministère de la parole. Il établit dans son séminaire une chaire d'éloquence chrétienne. Les étudiants en théologie passaient les deux premières années en pension chez des particuliers de la ville : la dissipation à laquelle ils étaient exposés, pouvait devenir nuisible et quelquefois funeste à leur vertu : La Luzerne supprime d'abord une de ces années, et ensuite toutes les deux : le cours de théologie fut fixé à trois ans, passés dans l'intérieur du séminaire, pour lequel il donne des « règlements dictés par la sagesse ».
Vers 1785, pour l'entretien et la décoration de la cathédrale, La Luzerne fait la réunion à la fabrique de Saint-Mammès de toutes les chapelles de l'église cathédrale, laissant seulement aux « bénéficiers actuels » la faculté de résigner encore une fois seulement. L'année suivante, il fait publier dans toutes les paroisses de son diocèse, son Instruction pastorale sur l'excellence de la Religion.
La veille de la Révolution, l'évêque faisait bâtir à grands frais une aile du magnifique château de Mussy-sur-Seine : il fait aussi des réparations très considérables au palais épiscopal de Langres, abandonné depuis longtemps, et qu'il avait résolu d'habiter ; mais il n'y coucha que la veille de son départ pour une terre étrangère.

### États généraux
Membre de l'Assemblée des notables en 1787, il fut élu député du clergé aux États généraux, le 27 mars 1789, par le bailliage de Langres. Dans un mandement du mois de janvier précédent, il avait offert de consacrer la moitié de son revenu « au soulagement de l'État ».

La décision rendue sur la double représentation du tiers, et le vote par tête qui en devenait le résultat inévitable, lui arrachèrent cette exclamation prophétique : « Tout va se perdre! » et, dès lors, il se rangea parmi les orateurs qui opinèrent pour l'établissement d'un système représentatif semblable à celui que la charte de 1814 a consacré depuis. S'étant aperçu des suites qu'auraient les premières opérations du tiers-état, il fit distribuer, le 11 mai, aux députés du clergé un Mémoire demandant la permanence de la distinction des trois ordres par l'établissement de deux Chambres. Mirabeau réfuta vivement cette idée de Chambre haute et de Chambre basse, la première étant une menace ou une défense contre la seconde. Battu sur ce point, La Luzerne demanda d'accorder 300 députés de plus à la noblesse et autant au clergé. Cette proposition ne fut pas mieux accueillie, et Mirabeau la combattit encore dans ses Lettres à mes commettants. 

« La situation de la France exigeait de grands sacrifices. Mgr de La Luzerne appuya de son vœu tous ceux qu'on pouvait attendre de son ordre. Dévoué à son pays autant qu'au caractère sacré dont il était revêtu, rien n'eût coûté à son cœur généreux pour prévenir les maux dont l'épuisement des finances menaçait la monarchie. Ce fut par ce noble sentiment qui dirigeait toutes ses vues vers le bien public, que Mgr de La Luzerne s'opposa à la publication de cette fastueuse déclaration des droits de l'homme, laquelle, en exaltant d'un fol enthousiasme une multitude de citoyens jusqu'alors paisibles, a porté tant de gens à fouler aux pieds les plus saints des devoirs. La Luzerne se prononça en faveur du veto absolu, sans lequel le chef de l'état ne pouvait avoir ni pouvoir, ni volonté. »

— Courcelles, Histoire généalogique et héraldique des pairs de France
Mgr de La Luzerne présida l'Assemblée constituante en août 1789 ; mais, attaché aux privilèges de son ordre, il se retira dans son diocèse après les événements des 5 et 6 octobre.

Le 2 septembre 1789, M. de La Luzerne, avait fait passer à ses diocésains, sur l'invitation du roi, un Mandement par lequel il les exhortait « à rester dans les bornes du devoir, à respecter le Souverain, à se tenir en garde contre les insinuations perfides des ennemis du bonheur public, et à détester l'anarchie ». Malade et fort troublé de tout ce qu'il prévoyait, il envoya sa démission le 2 décembre 1789, par la lettre suivante : 

« Clairvaux, le 2 décembre 1789.
Monsieur le président, retenu depuis six semaines par une maladie douloureuse, affaibli par la violence de mes maux, incertain de leur terme, perdant l'espérance d'être de longtemps en état d'aller reprendre mes fonctions, je me détermine enfin avec une peine bien sensible à me démettre de la commission aux états-Généraux qui m'avait été donnée par le bailliage de Langres ; je vous supplie de présenter à l'Assemblée nationale mes regrets bien vifs de ne pouvoir plus coopérer à ses travaux et ma respectueuse reconnaissance des bontés dont elle m'a honoré.
Je suis avec respect, Monsieur le président, votre très humble et obéissant serviteur, »

— † L'Év. duc de Langres.
Depuis son diocèse, il adhéra à l'exposition des principes des trente évêques, refusa le (1er décembre 1790), de coopérer à la suppression de son chapitre, et, le 20, il adressa aux administrateurs de la Haute-Marne une Lettre énergique qui réclamait contre leurs arrêtés, et rendait compte de ses principes. Il adressa encore d'autres lettres, non moins « courageuses », et qui combattaient les principes du jour, savoir, aux officiers municipaux de Langres, sur son refus de prêter serment à la constitution civile du clergé ; à M. Becquey, procureur-général et syndic du département, qui répliqua, et auquel le prélat fit une réponse « victorieuse ». On imprime, la même année 1790, un ouvrage théologique du Prélat, gros vol. in-4.° à deux colonnes, intitulé : Instructions sur le Rituel de Langres. Cet ouvrage, qui devait servir de règle aux pasteurs, comme ministres des sacrements, faisait le complément du Rituel administratif qui devait paraître ensuite. Il publia aussi un Examen de l'instruction de l'Assemblée nationale sur l'organisation prétendue civile du clergé.
Sur la fin de 1790 et au commencement de 1791, La Luzerne est gravement inculpé à l'occasion de la nouvelle constitution du Clergé : on prend contre lui des mesures sévères. Pour sa justification, ce prélat fait imprimer plusieurs ouvrages polémiques, mais d'une grande force de raisonnement : des répliques et des diatribes sont aussi imprimées. « Dans l'impuissance de le vaincre », on fait brûler ses ouvrages. Le 15 mars 1791, il fait imprimer une Instruction aux curés et aux autres prêtres de son diocèse qui n'avaient pas prêté le serment par laquelle il leur donne des pouvoirs extraordinaires pendant la durée du schisme. Cette instruction fut adoptée par trente-trois évêques français. Dans son Instruction pastorale sur le schisme de France (réimprimée à Langres en 1805), il parla « à fond » sur les principales matières contestées.
Cette courageuse résistance ne pouvait que redoubler les persécutions. On le priva de son évêché : bientôt il fut obligé de quitter la France.

### Émigration
Il émigra, d'abord en Suisse, et de là à Constance, où il prêcha, le jour de Pâques 1795, un sermon sur les causes de l'incrédulité (publié en 1818). Il séjourna plusieurs années dans cette ville, et y accueillit les prêtres de son diocèse émigrés comme lui. Il en avait toujours douze à sa table, et vendit, pour remplir cette œuvre de charité, jusqu'à ses boucles d'or et sa croix épiscopale.
S'étant rendu en Autriche, auprès de son frère César Henri, qui demeurait à « Berneau, près de Wels » (Braunau am Inn ?), il y resta jusqu'à la mort de cet ancien ministre arrivée en 1799. Il resta auprès de sa famille jusqu'au retour de celle-ci pour la France en 1802.
Il passa alors en Italie et se fixa à Venise. Là, en visitant et en soignant les prisonniers de guerre français dans les hôpitaux, il contracta le typhus et faillit en mourir. Lors de son séjour dans la « Sérénissime », il s'occupa aussi de la rédaction de ses nombreux ouvrages.
À la suite du concordat de 1801, et à la demande du pape Pie VII, il donna sa démission de son siège de Langres. La Luzerne exprima, dans une lettre pastorale du 16 février 1802, ses vœux pour le rétablissement du culte, et son adhésion au nouveau concordat passé entre le Saint-Siège et le gouvernement français.
Il rentra en France en 1814, après la chute de Napoléon Ier (selon Feller). Son passage par Langres fut un triomphe. (Une erreur classique veut qu'il soit rentré en France vers 1802. Cette erreur récurrente est due au fait que son neveu portait le même nom que lui : César-Guillaume de La Luzerne. Le comte de La Luzerne, César-Guillaume, est effectivement rentré en France avec sa famille en 1802 à la suite du Sénatus-consulte du 6 floréal an X (26 avril 1802) qui accorde l'amnistie générale aux émigrés).
Il se consacra alors à l'étude et à la retraite et prêcha plusieurs fois avec un grand succès

### Restauration française
À la première Restauration, le roi Louis XVIII le nomma pair de France le 4 juin 1814,, et, sur la fin de la même année, il fut un des neuf évêques réunis en commission pour délibérer sur les affaires de l'Église.
Lors du retour de l'île d'Elbe de « Bonaparte » en France, il ne quitta point Paris, et ne fut pas inquiété.
Au retour de Gand, ayant été présenté par le roi, il fut élevé au cardinalat par le pape Pie VII et reçut la barrette rouge lors du consistoire du 28 juillet 1817 (La Luzerne ne recevra jamais de titre cardinalice). Quoique La Luzerne eût pu, comme d'autres anciens évêques, obtenir un archevêché, il préféra son siège de Langres ; mais de nouvelles négociations entamées avec la cour de Rome l'empêchèrent de se rendre à son diocèse. Le diocèse de Langres avait été rétabli le 27 juillet 1817 et il en fut à nouveau nommé évêque le 1er octobre 1817, mais sa nomination ne prendra pas effet.
À cette époque, il fut le seul prélat admis dans le conseil des ministres, tenu pour discuter le concordat de 1817 ; peu de temps après, le roi le nomma ministre d'État. Il fit aussi partie de l'Assemblée des évêques concernant le même concordat, et signa les lettres qu'on adressa au pape et au roi. On le croit auteur de celle écrite à Louis XVIII, en juin 1818, signée par plus de trente évêques, qui y réclamaient l'exécution dudit concordat.
Le roi lui restitua, « à titre ecclésiastique », son titre de duc et pair par lettres patentes du 8 janvier 1818.
Il s'éleva, dans la Chambre des pairs, ainsi que trois autres évêques, membres de la même chambre, par une déclaration publique, le 10 mai 1819, contre le refus de mentionner dans un projet de loi la répression des outrages faits à la religion.
Le 30 septembre 1820, à Paris, il fut, avec le cardinal de Bausset, Daviau du Bois de Sanzay, et l'abbé-duc de Montesquiou-Fézensac, du nombre des commandeurs du Saint-Esprit à recevoir leur « cordon bleu ».
Malgré son âge avancé et ses infirmités, La Luzerne, partageait son temps entre l'étude et les exercices de piété. Il se levait à quatre heures du matin, et observait un régime austère. Depuis longtemps, sa santé dépérissait. Attaqué d'une maladie qui a duré cinquante-cinq jours, sentant approcher sa dernière heure, il réclama aussitôt les secours de la religion, et les reçut en présence de sa famille, à laquelle il adressa une pieuse exhortation. La Luzerne conserva toute sa présence d'esprit, jusqu'au moment de sa mort, arrivée le 21 juin 1821, à l'âge de 83 ans. Son corps a été scellé dans un cercueil de plomb et déposé à côté de celui de l'abbé Legris-Duval, dans un caveau de l'église Saint-Joseph-des-Carmes, rue de Vaugirard à Paris. Gabriel Cortois de Pressigny, archevêque de Besançon, a prononcé à la Chambre des pairs l'Éloge de M. le cardinal de La Luzerne. Cet éloge a été inséré dans le Moniteur du 26 juillet 1821.

## Œuvres
La Luzerne a publié un grand nombre de discours et d'ouvrages. On a de lui, outre les écrits déjà indiqués,, :
- Oraison funèbre de Charles-Emmanuel III, roi de Sardaigne (1773), in-4° et in-12° ;
- Oraison funèbre de Louis XV (Paris, 1774), in-4° et in-12° ;

- Instruction pastorale sur l'excellence de la religion, Langres , 15 avril 1786, in-12 ; ibid., 1809 ; Paris, société typographique, 1810 ; Blaise et Potel, 1818, Lyon, Rusand, 1810-1815;

- Institutions sur le rituel de Langres, Besançon, Couché (sans date) ; 1786, in-4°; Paris, Méquignon fils aîné, 1817, in-4°;
- Examen de l'instruction de l'Assemblée nationale, sur l'organisation prétendue civile du clergé, 1791, 70 pages ;
- Considérations sur divers points de la morale chrétienne, Venise, Carti, 1799, 5 vol. in-12; Lyon, 1816, 4 vol. in-12 ;
- Dissertation sur la spiritualité de l’âme, et sur la liberté de l'homme ;
- Instruction pastorale sur le schisme de France, Langres, Laurent Bournot, 1805 (Nlle édition).
- Explication des évangiles des dimanches et des fêtes, Venise, Méquignon, 1829, 5e éd. (1re éd. 1807) (lire en ligne) ;
- Dissertation sur la liberté de l'homme (1808) ;
- Dissertation sur la loi naturelle, Langres, Laurent Bournot, 1808.
- Dissertation sur les prophéties, Langres, Laurent Bournot, 1808, 648 p. (lire en ligne) ;
- Considérations sur l'état ecclésiastique, Langres, Laurent Bournot, 1809, 373 p. (lire en ligne)  et Paris, société typographique, 1810, in-12° ;
- Dissertation sur les églises catholique et protestante (1816) ;
- Sur la différence de la Constitution française et de la Constitution anglaise (1816) ;
- Sur la responsabilité des ministres, 1816, in-8° ;
- Explication des Évangiles (1816) ;
- Dissertation sur l'instruction publique, Paris, 1816, in-8° ;
- Dissertations morales, Paris, 1816, in-8°;

- Projet de loi sur les élections, ibid., Égron, 1820, 2 feuilles. M. de La Luzerne est auteur de beaucoup d'autres ou
- Considérations sur la déclaration du clergé de France en 1682 (Paris, 1821) ;
- Dissertations sur le prêt-de-commerce, Chez Douillier, libraire, impr.de monseigneur l'évêque, 1823, 5 vol. in-8° (lire en ligne) ;

- Considérations sur divers points de la morale chrétienne, Méquignon, 1829, 3e éd. (lire en ligne) ;
- Dissertations sur la vérité de la religion, t. Ier, Méquignon, 1830, 4e éd., 827 p. (lire en ligne) ;
- Dissertation sur l'existence et les attributs de Dieu, Méquignon, 1833, 3e éd., 440 p. (lire en ligne) ;

On lui doit aussi des brochures politiques de circonstance et quelques articles de journaux.

## Armoiries
D'azur à la croix ancrée d'or chargée de cinq coquilles de gueules,,,.

## Lignée épiscopale
1. César-Guillaume de La Luzerne, évêque de Langres (duc et pair, 1770), depuis cardinal ;
2. l'archevêque Christophe de Beaumont du Repaire (1741) ;
3. l'archevêque Louis-Jacques Chapt de Rastignac (1722) ;
4. Jean-François Salgues de Valdéries de Lescure (1699) ;
5. Louis-Antoine de Noailles (1679) ;
6. l'archevêque François de Harlay de Champvallon (1651) ;
7. Nicolò Guidi di Bagno (1644) ;
8. Antonio (Marcello) Barberini (Sr.), O.F.M. Cap. (1625) ;
9. Laudivio Zacchia (1605) ;
10. Pietro Aldobrandini (1604) ;
11. Ippolito Aldobrandini (Sr.) (pape sous le nom de Clément VIII) (1592) ;
12. Alfonso Gesualdo di Conza (Gonza) (1564) ;
13. Francesco Pisani (1527) ;
14. Alessandro Farnese (pape sous le nom de Paul III) (1519) ;
15. Giovanni de’ Medici (pape sous le nom de Léon X) (1513) ;
16. Raffaele Sansone Riario (1504) ;
17. Giuliano della Rovere, pape sous le nom de Jules II (1481) ;
18. Francesco della Rovere, O.F.M. Conv., pape sous le nom de Sixte IV (1471) ;
19. Guillaume d'Estouteville, O.S.B..

La Luzerne fut le principal consécrateur de
- Gabriel Cortois de Pressigny, évêque de Saint-Malo (1786) ;